# 프레디 하이모어
앨프리드 토머스 "프레디" 하이모어(영어: Alfred Thomas "Freddie" Highmore , 1992년 2월 14일 ~ )는 영국 잉글랜드 출신 배우이다. 하이모어는 코미디 영화 《위민 토킹 더티》(1999)로 그의 연기 경력을 시작했다. 그는 《네버랜드를 찾아서》(2004), 《모래요정과 아이들》(2004), 《찰리와 초콜릿 공장》(2005), 《아더와 미니모이: 제1탄 비밀 원정대의 출정》(2006), 《어거스트 러쉬》(2007), 《스파이더위크가의 비밀》(2008)와 《토스트》(2010)에 출연했다. 그는 크리틱스 초이스 영화상 최우수 아역연기상을 두 차례 수상하였다.(2004–2005).
하이모어는 A&E의 드라마 스릴러 《베이츠 모텔》(2013–2017)에 다섯 시즌 동안 노먼 베이츠 역할로 출연했고, 크리틱스 초이스 텔레비전상 드라마 시리즈 부문 최우수 남우주연상에 두 차례 후보 지명되었다. 2017년 그는 피플 초이스 어워드 좋아하는 케이블 TV 남자배우상을 수상했다.

## 출연 작품

### 영화
| 연도 | 제목                                        | 역할                            | 비고            |
| ---- | ------------------------------------------- | ------------------------------- | --------------- |
| 1999 | 위민 토킹 더티                              | 샘                              |                 |
| 2004 | 투 브라더스                                 | 어린 라울 노르망당              |                 |
| 2004 | 네버랜드를 찾아서                           | 피터 르웰린 데이비스            |                 |
| 2004 | 모래요정과 아이들                           | 로버트                          |                 |
| 2005 | 찰리와 초콜릿 공장                          | 찰리 버켓                       |                 |
| 2006 | 어느 멋진 순간 A Good Year                  | 어린 맥스 스키너                |                 |
| 2006 | 아더와 미니모이: 제1탄 비밀 원정대의 출정   | 아더 몽고메리                   |                 |
| 2007 | 어거스트 러쉬                               | 에반 타일러/어거스트 러쉬       |                 |
| 2007 | 황금나침반                                  | 판타라이몬 (목소리 출연)        |                 |
| 2008 | 스파이더위크가의 비밀                       | 자레드 그레이스/사이몬 그레이스 |                 |
| 2008 | 폭스 테일                                   | 어린 잭 (더빙)                  | 애니메이션 영화 |
| 2009 | 아스트로 보이 - 아톰의 귀환                 | 토비 텐마/아스트로 보이 (더빙)  | 애니메이션 영화 |
| 2009 | 아더와 미니모이 2 : 셀레니아 공주 구출 작전 | 아더 몽고메리                   |                 |
| 2010 | 아더와 미니모이3: 두 세계의 전쟁            | 아더 몽고메리                   |                 |
| 2010 | 마스터 해롤드 Master Harold...and the Boys  | 할리 빌라드                     |                 |
| 2011 | 아트 오브 겟팅 바이                         | 조지 지나보이                   |                 |
| 2013 | 저스틴 Justin and the Knights of Valour     | 저스틴 (더빙)                   | 애니메이션 영화 |
| 2016 | 더 저니                                     | 잭                              |                 |
| 2016 | 홀딩 패턴즈                                 | 찰리 브렌너                     |                 |

### 텔레비전
| 연도      | 제목                                               | 역할              | 비고          |
| --------- | -------------------------------------------------- | ----------------- | ------------- |
| 2000      | 해피 버스데이 셰익스피어                           | 스티븐 그린       | 텔레비전 영화 |
| 2001      | 아발론의 여인들 The Mists of Avalon                | 어린 킹 아서      | 2 에피소드    |
| 2001      | 잭과 콩나무 Jack and the Beanstalk: The Real Story | 놀이터에서의 아들 | 2 에피소드    |
| 2002      | 아이 쏘우 유                                       | 오스카 빙글리     | 텔레비전 영화 |
| 2010      | 토스트                                             | 나이젤 슬레이터   | 텔레비전 영화 |
| 2013–2017 | 베이츠 모텔                                        | 노먼 베이츠       | 50 에피소드   |
| 2016      | 클로스 투 디 에네미                                | 빅터 퍼거슨       | 7 에피소드    |
| 2017      | 투어 드 파마씨                                     | 아드리안 바톤     | 텔레비전 영화 |
| 2017      | 굿 닥터                                            | Dr. 숀 머피       |               |
| 2018      | 굿 닥터 시즌2                                      | Dr. 숀 머피       |               |

### 비디오 게임
| 연도 | 제목                                      | 역할                            |
| ---- | ----------------------------------------- | ------------------------------- |
| 2005 | 찰리와 초콜릿 공장                        | 찰리 버켓                       |
| 2007 | 아더와 미니모이: 제1탄 비밀 원정대의 출정 | 아더 몽고메리                   |
| 2007 | 황금나침반                                | 판타라이몬                      |
| 2008 | 스파이더위크가의 비밀                     | 자레드 그레이스/사이몬 그레이스 |
| 2009 | 아스트로 보이 - 아톰의 귀환               | 토비 텐마/아스트로 보이         |

### 뮤직 비디오
- 리버틴스 – "You're My Waterloo"

### 각본 작품
- 언타이틀드 로맨틱 코미디 (NBC 파일럿 각본)
- 베이츠 모텔 (2 에피소드; 또한 감독 1 에피소드)
- Baby Face (A&E 파일럿 각본)

## 수상 및 후보
| 연도 | 시상식                                    | 부문                                         | 작품                                      | 결과 |
| ---- | ----------------------------------------- | -------------------------------------------- | ----------------------------------------- | ---- |
| 2004 | 엠파이어상                                | 최우수 남자 신인상                           | 네버랜드를 찾아서                         | 수상 |
| 2004 | 피닉스 영화 비평가 협회                   | 최우수 아역연기상                            | 네버랜드를 찾아서                         | 수상 |
| 2004 | 라스베이거스 영화 비평가 협회             | 최우수 아역연기상                            | 네버랜드를 찾아서                         | 수상 |
| 2004 | 새틀라이트상(국제비평가협회)              | 영화 부문 최우수 신인배우상                  | 네버랜드를 찾아서                         | 수상 |
| 2004 | 영 아티스트 어워드                        | 장편영화 최우수 연기 부문 아역 앙상블 연기상 | 네버랜드를 찾아서                         | 수상 |
| 2004 | 런던 영화 비평가 협회                     | 올해의 영국 아역연기상                       | 네버랜드를 찾아서                         | 후보 |
| 2004 | MTV 무비 어워드                           | 최고의 신인배우상                            | 네버랜드를 찾아서                         | 후보 |
| 2004 | 새턴상                                    | 영화 부문 최우수 아역연기상                  | 네버랜드를 찾아서                         | 후보 |
| 2004 | 스크린 액터 길드 어워드(미국 배우 조합상) | 영화부문 최우수 남우조연상                   | 네버랜드를 찾아서                         | 후보 |
| 2004 | 스크린 액터 길드 어워드(미국 배우 조합상) | 영화부문 최우수 연기 캐스팅상                | 네버랜드를 찾아서                         | 후보 |
| 2004 | 영 아티스트 어워드                        | 장편영화 최우수 연기 부문 아역연기상         | 네버랜드를 찾아서                         | 후보 |
| 2004 | 유타 영화 비평가 협회                     | 최우수 남우조연상                            | 네버랜드를 찾아서                         | 후보 |
| 2004 | 크리틱스 초이스 영화상                    | 최우수 아역연기상                            | 네버랜드를 찾아서                         | 수상 |
| 2005 | 크리틱스 초이스 영화상                    | 최우수 아역연기상                            | 찰리와 초콜릿 공장                        | 수상 |
| 2005 | 피닉스 영화 비평가 협회                   | 최우수 아역연기상                            | 찰리와 초콜릿 공장                        | 수상 |
| 2005 | 새턴상                                    | 영화 부문 최우수 아역연기상                  | 찰리와 초콜릿 공장                        | 후보 |
| 2005 | 영 아티스트 어워드                        | 장편영화 최우수 연기 부문 아역연기상         | 찰리와 초콜릿 공장                        | 후보 |
| 2006 | 크리틱스 초이스 영화상                    | 최우수 아역연기상                            | 어느 멋진 순간                            | 후보 |
| 2007 | 영 아티스트 어워드                        | 해외 장편영화 최우수 연기 부문 아역연기상    | 아더와 미니모이: 제1탄 비밀 원정대의 출정 | 후보 |
| 2007 | 크리틱스 초이스 영화상                    | 최우수 아역연기상                            | 어거스트 러쉬                             | 후보 |
| 2007 | 영 아티스트 어워드                        | 장편영화 최우수 연기 부문 아역연기상         | 어거스트 러쉬                             | 후보 |
| 2007 | 카프리 익스플로잇 어워드                  | 빈칸                                         | 어거스트 러쉬                             | 수상 |
| 2007 | 새턴상                                    | 영화 부문 최우수 아역연기상                  | 어거스트 러쉬                             | 수상 |
| 2008 | 새턴상                                    | 영화 부문 최우수 아역연기상                  | 스파이더위크가의 비밀                     | 후보 |
| 2008 | 영 아티스트 어워드                        | 장편영화 최우수 연기 부문 아역연기상         | 스파이더위크가의 비밀                     | 후보 |
| 2009 | 영 아티스트 어워드                        | 최우수 더빙 역할 부문 아역연기상             | 아스트로 보이 - 아톰의 귀환               | 후보 |
| 2013 | 새틀라이트상(국제비평가협회)              | 텔레비전 부문 최우수 남우주연상              | 베이츠 모텔                               | 후보 |
| 2013 | 새턴상                                    | 텔레비전 부문 최우수 남우주연상              | 베이츠 모텔                               | 후보 |
| 2013 | 피플 초이스 어워드                        | 좋아하는 TV 반영웅상                         | 베이츠 모텔                               | 후보 |
| 2013 | 골든 더비 어워드                          | 올해의 주목할만한 연기상                     | 베이츠 모텔                               | 후보 |
| 2014 | 크리틱스 초이스 텔레비전상                | 드라마 시리즈 부문 최우수 남우주연상         | 베이츠 모텔                               | 후보 |
| 2015 | 크리틱스 초이스 텔레비전상                | 드라마 시리즈 부문 최우수 남우주연상         | 베이츠 모텔                               | 후보 |
| 2016 | 골든 더비 어워드                          | 최우수 드라마 남우주연상                     | 베이츠 모텔                               | 후보 |
| 2016 | 피플 초이스 어워드                        | 좋아하는 케이블 TV 남자배우상                | 베이츠 모텔                               | 수상 |
| 2016 | 판고리아 체인쏘우 어워드                  | 최우수 TV 남우주연상                         | 베이츠 모텔                               | 후보 |
| 2016 | 새턴상                                    | 텔레비전 부문 최우수 남우주연상              | 베이츠 모텔                               | 후보 |